# Walter Lehning Verlag
Walter Lehning Verlag, anche nota come Lehning-Verlag o semplicemente Lehning, è stata una casa editrice di fumetti tedesca, fondata da Walter Lehning. Si specializzò e ottenne i maggiori successi nella pubblicazione di serie a fumetti in formato a strisce.

## Storia
La casa editrice fu fondata ad Hann. Münden nel 1946, e inizialmente pubblicava romanzi e riviste femminili, che a malapena raggiungevano qualche centinaio di copie di tiratura. Durante una vacanza a Milano, Lehning restò folgorato dai fumetti a basso costo in formato a striscia pubblicati dalle Edizioni Tomasina e dalle Edizioni Torelli, e immediatamente decise di esportarle in Germania. Lehning acquistò i diritti di tre serie, El Bravo, Carnera e il tarzanide Akim, incontrando un immediato successo in particolare con quest'ultima.
Pochi mesi dopo il lancio delle prime serie si fece avanti il fumettista Hansrudi Wäscher che propose all'editore alcune serie che aveva ideato; mancando alla casa editrice una serie epica di cavalieri, Lehning optò per la serie Sigurd, ottenendo un immediato successo e vendendo circa mezzo milione di copie ogni settimana.   A quel punto a Wäscher fu permesso anche di lanciare altre serie, tutte salutate da un consistente successo, come la fantascientifica Nick e l'epica Falk.   Inoltre quando la licenza di Akim scadde nel 1955 a Wäscher fu affidato il compito di continuarne le storie in modo autonomo, e quando per questa ragione sorse una querelle giudiziaria sui diritti con le Edizioni Tomasina fu lanciato un proprio tarzanide, Tibor. Il successo continuò per molti anni, ma progressivamente il gusto dei lettori cambiò e la casa editrice non riuscì a stare al passo con i tempi, chiudendo i battenti per fallimento nel 1968.